# Verfassungsschutz Berlin
Der Verfassungsschutz Berlin ist ein deutscher Nachrichtendienst und die Landesbehörde für Verfassungsschutz von Berlin mit Sitz in der Klosterstraße im Bezirk Mitte. Seine Aufgaben bestehen in der Abwehr von Extremismus und Spionage, wozu der Dienst auch nachrichtendienstliche Mittel verwendet. Im Haushaltsjahr 2024 verfügte er über 282 Planstellen sowie ein Budget von 19,19 Millionen Euro. Die 1951 gegründete Behörde wird von Michael Fischer geleitet. Organisatorisch ist er keine eigenständige Behörde, sondern bildet die Abteilung II der Senatsverwaltung für Inneres und Sport mit sieben Referaten.

## Geschichte
Am 5. März 1951 wurde das Berliner Amt für Verfassungsschutz gegründet. Im Jahr 2000 zog der Verfassungsschutz von Zehlendorf an den Kleistpark in Schöneberg. Im Dezember 2000 wurde das Berliner Landesamt für Verfassungsschutz von Innensenator Eckart Werthebach aufgrund von mehreren Skandalen aufgelöst und als Abteilung II der Senatsverwaltung für Inneres zugeordnet. Damit ist der Verfassungsschutz Berlin keine eigenständige Behörde mehr, wie es die Landesbehörden für Verfassungsschutz in sieben anderen Bundesländern sind. Der Dienstsitz befindet sich aktuell in der Klosterstraße 47 in Berlin-Mitte.

## Aufgaben und Organisation

### Aufgaben
Der Berliner Verfassungsschutz hat die Aufgabe, Informationen über politischen Extremismus und Spionage zu sammeln, zu analysieren und diese an die politischen Entscheidungsträger und die Öffentlichkeit weiterzugeben. Durch diesen Dreiklang von Informationsbeschaffung, Informationsbearbeitung und Informationsweitergabe wird die Arbeit des Verfassungsschutzes bestimmt.

### Organisation
Die Abteilung II – Verfassungsschutz ist in folgende sieben Referate gegliedert (2023):
- Referat Wi/GSB – Wirtschafts- und Geheimschutz, Mitwirkungsangelegenheiten
- Referat II A – Grundsatz, Recht, Datenschutz, Informationstechnik, Öffentlichkeitsarbeit, Verwaltung
- Referat II B – Rechtsextremismus
- Referat II C – Salafistische und islamistisch-terroristische Bestrebungen
- Referat II D – Spionageabwehr, Islamismus, Extremismus mit Bezug zu ausländischen Organisationen, Prävention
- Referat II E – Beschaffung nachrichtendienstlicher Informationen
- Referat II F – Linksextremismus

## Nachrichtendienstliche Mittel
Der Berliner Verfassungsschutz darf zu seiner Aufgabenwahrnehmung auch nachrichtendienstliche Mittel anwenden. Diese werden in § 8 Abs. 2 Verfassungsschutzgesetz Berlin abschließend aufgezählt und beinhalten etwa Observationen, den Einsatz von V-Leuten, die Überwachung von Post und Telekommunikation sowie verdeckte Befragungen.
In den Sozialen Netzwerken unterhält die Behörde zudem 236 verdeckte Accounts (Stand: Dezember 2024). Die meisten davon bei den Diensten Facebook (59 Accounts), Instagram (37 Accounts), X (36 Accounts), TikTok (15 Accounts), Telegram (19 Accounts) und VK (11 Accounts).

## Bekannte V-Leute
- Ulrich Schmücker (Bewegung 2. Juni) – der Prozess um seinen Tod gilt als Justizskandal, da das Verfahren – wie offiziell festgestellt – vielfach manipuliert und vom Verfassungsschutz und mindestens zwei Staatsanwälten massiv behindert wurde.
- Steffen Telschow[14][15][16][17]
- Karl-Albrecht Tiemann
- Peter Urbach, genannt „S-Bahn-Peter“. Er versorgte am 11. April 1968 Demonstranten gegen den Springer-Konzern „mit einem guten Dutzend zündfertiger Molotowcocktails“[18] und lieferte Bomben und Waffen an Personen aus der Berliner APO, die später zu den Gründungsmitgliedern der Rote Armee Fraktion gehörten. Außerdem lieferte er die Bombe für den Anschlag auf das Jüdische Gemeindehaus in Berlin 1969.[19]
- Volker Weingraber

## Skandale und Kontroversen
Dem Verfassungsschutz wird die Vertuschung des Mordes an Ulrich Schmücker im Jahr 1974 vorgeworfen.
In den Jahren vor der Wiedervereinigung wurden teilweise „weit über eine Million Mark [...] ohne ‚nachvollziehbare Begründungen‘ zum ‚Schutze eines einzelnen geheimen Mitarbeiters und seines Kontaktmannes im Amt‘ ausgegeben“.
Beim Berliner Verfassungsschutz waren mindestens drei ehemalige Stasi-Offiziere offiziell als V-Männer beschäftigt.
Im Juni 2012 hat der Berliner Verfassungsschutz 25 Aktenordner vernichtet, die „möglicherweise für den NSU-Untersuchungsausschuss des Bundestags von Interesse gewesen wären.“

### Verena Becker, Mordfall Buback
Der Historiker und RAF-Experte Wolfgang Kraushaar kam in seinem Buch Verena Becker und der Verfassungsschutz (2010) zu dem Schluss, dass eine Tätigkeit der ehemaligen RAF-Terroristin Becker als V-Frau für den Verfassungsschutz für ihn nicht nur möglich, sondern sogar wahrscheinlich sei. Weiterhin geht er davon aus, dass Becker in den Mord an Generalbundesanwalt Siegfried Buback (1977) direkt verwickelt gewesen sein muss. Beide Vermutungen zusammengelegt würden erklären, weshalb Verena Becker im Jahr 1977 für den Mord an Buback nicht angeklagt, und keine Untersuchungen eingeleitet worden waren, obwohl Zeugen sie belasteten und in einer Personenkontrolle sogar die Tatwaffe bei ihr sichergestellt werden konnte. In einem Interview mit der Bundeszentrale für politische Bildung äußerte sich Kraushaar 2011 wie folgt:

„Ich glaube nicht, dass der Verfassungsschutz eine direkte Rolle dabei gespielt hat. [...] Ich gehe davon aus, dass Frau Becker für das Berliner Landesamt [für Verfassungsschutz] tätig gewesen ist. Ich gehe [...] davon aus, dass man mit Erschrecken festgestellt hat, dass Frau Becker in dieses Attentat verwickelt war und dass man deshalb den Versuch unternommen hat, sie aus den Ermittlungen herauszuhalten. Vor allem sollte eines verhindert werden: Dass sie nämlich nach ihrer Festnahme [...] im Mai 1977 angeklagt und vor Gericht gestellt wird. Denn wenn das geschehen wäre, wäre man Gefahr gelaufen, dass dann vor Gericht diese Dimension [V-Frau?] hätte sichtbar werden können. Das hätte allen möglichen Spekulationen über eine Beteiligung staatlicher Seite bei dieser Attentatswelle im Jahre 1977 Tür und Tor geöffnet.“

### Veröffentlichung eines internen Dokuments
Anfang Januar 2021 wurde ein 43-seitiges internes Papier zur Verfassungstreue der AfD Berlin mit einem Begleitschreiben aus den Reihen des Berliner Verfassungsschutzes an die AfD-Fraktion des Abgeordnetenhauses von Berlin gesandt. Das Dokument, das eine unabgestimmte Arbeitsfassung des für Rechtsextremismus zuständigen Referats ist, verneint die Einstufung der Berliner AfD als Verdachtsfall und soll offen rechtsextremistische Äußerungen verharmlosen. Unterschiedliche Experten sehen jedoch eklatante wissenschaftliche bzw. methodische sowie handwerkliche Fehler in den veröffentlichten Papieren. Der Berliner Senat distanzierte sich von dem Papier und der zuständige Referatsleiter, der zuvor für das Referat „Islamismus und Islamistischen Terrorismus“ zuständig war und den Anschlag auf den Berliner Weihnachtsmarkt an der Gedächtniskirche von Anis Amri nicht verhindern konnte, wurde bis auf Weiteres „von seiner Dienstverpflichtung freigestellt“. Es wurden „erste technische Sicherungsmaßnahmen innerhalb der Abteilung II (Verfassungsschutz) veranlasst“, um herauszufinden, welche Person das als „Verschlusssache – nur für den Dienstgerbrauch“ (VS-NfD) eingestufte Dokument an die unbefugte AfD weitergab.

## Leitung

### Landesamt für Verfassungsschutz (1951–2000)
| Zeitraum  | Name               | Bemerkung |
| --------- | ------------------ | --- |
| 1951–1952 | Werner Otto        | ab März 1951 erster Leiter des Amts für Verfassungsschutz; ehemaliger Landgerichtsrat |
| 1952–1953 | Gotthard Friedrich | |
| 1953–1965 | Heinz Wiechmann    | Am 8. Februar 1965 von Berlins Bürgermeister Heinrich Albertz entlassen, nachdem er trotz Nachfrage dreimal hintereinander verleugnete, dass es Hinweise auf Besuche von Prominenten in der Pension Clausewitz gab. |
| 1965–1966 | Heinz Fahs         | |
| 1966–1974 | Eberhard Zachmann  | |
| 1975–1986 | Franz Natusch      | Verstrickung in der Vertuschung des Mordes an Ulrich Schmücker |
| 1986–1989 | Dieter Wagner      | 1973–1986 Präsident vom Landesamt für Verfassungsschutz Baden-Württemberg |
| 1990–1995 | Heinz Annussek     | |
| 1995–2000 | Eduard Vermander   | 1977–1987 Polizeipräsident im Landeskriminalamt Baden-Württemberg, 1988–1995 Präsident vom Landesamt für Verfassungsschutz Baden-Württemberg                                                                        |

### Verfassungsschutz Berlin (seit 1. Juli 2000)
| Zeitraum              | Name              | Bemerkung |
| --------------------- | ----------------- | --- |
| 01.07.2000–31.12.2000 | Bernhard Dybowski | Kommissarische Leitung während Staatssekretärin Mathilde Koller die Mitarbeiterzahl um rund 30 reduzierte und ein neues Geheimdienstgesetz erarbeiten ließ. |
| 01.01.2001–14.11.2012 | Claudia Schmid    | Rücktritt nach Skandal um die Vernichtung von Akten zum Rechtsextremismus mit möglichem Bezug zur NSU.                                                      |
| 19.11.2012–15.09.2018 | Bernd Palenda     | bis zum 19. August 2013 kommissarisch; Senatsdirigent Palenda war zuvor für die Aufsicht über den Berliner Polizeivollzugsdienst zuständig                  |
| seit 21.11.2018       | Michael Fischer   | zuvor kommissarisch geleitet durch Katharina Fest |

## Rechtsgrundlagen
- Grundgesetz für die Bundesrepublik Deutschland: Art. 73 und Art. 87 GG
- Bundesverfassungsschutzgesetz
- Gesetz zur Beschränkung des Brief-, Post- und Fernmeldegeheimnisses
- Gesetz zur Ausführung des Gesetzes zu Artikel 10 Grundgesetz
- Gesetz über den Verfassungsschutz in Berlin (VSG Bln)
- Sicherheitsüberprüfungsgesetz
- Berliner Sicherheitsüberprüfungsgesetz
- Sicherheitsüberprüfungsfeststellungsverordnung
- Luftsicherheitsgesetz[46]